# 戦争と女性の人権博物館
戦争と女性の人権博物館（せんそうとじょせいのじんけんはくぶつかん。通称：従軍慰安婦博物館）は、大韓民国 ソウル特別市 麻浦区 城山洞にある日本軍慰安婦をテーマにした私立博物館。

## 概要
2012年5月5日、日本軍慰安婦被害者を記憶追慕し、平和のメッセージを知らせるための場所として開館した。日本軍性奴隷制問題解決のための正義記憶連帯(正義連）が運営し正義連の事務室も兼ねている。建築費は20億ウォン。住宅街の一戸建てを購入し改築した。建築には10年間の市民募金が充てられている。当初はソウル市の支援により西大門独立公園に建てる予定だったが、「殉国先烈に対する名誉毀損」と主張した光復会などの反対により現在の場所に変更した。建物に使用されている45,000枚の黒レンガは、被害者と寄付者が積んだもので平和へのメッセージを意味している。この博物館の建設はワイズ建築によるもので、2012年のソウル建築文化祭でソウル市建築賞の最優秀賞を受賞した。
元・慰安婦が日本軍から被害を受けたことを示す資料、写真などが展示されており、ソウルの日本大使館前に設置された「平和の像」（少女像）と同じ像も展示されている。

## 抗議
開館から間もなくの6月18日、葛飾区議会議員の鈴木信行が施設を訪れ、日本と韓国で領土問題となっている竹島と慰安婦問題を関連付けて抗議したが、博物館の女性職員がその手法に異議を唱えた。そのため鈴木は博物館前に「竹島は日本固有の領土」と書かれた「竹島の碑」と称する木製の杭を設置し抗議の意志を表した。

## 呼びかけ人
- イ・ヨンスク
- 池田恵理子
- 辛淑玉
- 高橋哲哉
- 吉見義明
- 西野瑠美子
- 鵜飼哲
- 林博史
- 金富子
- 朴慶南
- 梁澄子

## 建設資金寄付者
- 全日本鉄道労動組合総連合会
- 情報産業労働組合連合会
- 自治労東京都本部
- NTT労働組合大阪支部
- 東日本旅客鉄道労働組合
- 大阪市職員労働組合市税事務所支部
- 大阪市労働組合
- 大阪大学附属病院看護師労働組合
- 大阪府高等学校教職員組合女性部
- 大田区職員労働組合
- 神戸YWCA
- 神戸国際キリスト教会
- 日本キリスト教協議会
- ピースボート